# بين كيرنز
بين كيرنز (بالإنجليزية: Ben Cairns)‏ هو لاعب اتحاد الرغبي بريطاني، ولد في 29 سبتمبر 1985 في ليدز في المملكة المتحدة.

## وصلات خارجية
- بين كيرنز عل موقع إسبنسكروم (الإنجليزية)
- بين كيرنز على موقع ItsRugby.co.uk (الإنجليزية)